# Sainte Marie
Sainte Marie (Nosy Boraha) ist eine 49,2 Kilometer lange und zwei bis sieben Kilometer breite Insel mit 16.000 Einwohnern, wenige Kilometer von der madagassischen Ostküste entfernt. Sie gehört zur Provinz Toamasina. Die Hauptstadt der Insel ist Ambodifotatra.

## Erreichbarkeit
Sainte Marie kann mit dem Flugzeug oder mit dem Schiff erreicht werden. Madagascar Airlines fliegt fast täglich von der Hauptstadt Antananarivo meist mit einem Zwischenhalt in der Provinzhauptstadt Toamasina nach Sainte Marie zum Flughafen Sainte Marie Airport in der Nähe von Ankarena und zurück. Erreichbar ist die Insel auch mit dem Buschtaxi nach Soanierana Ivongo, von wo aus ein Boot übersetzt.

## Geographie

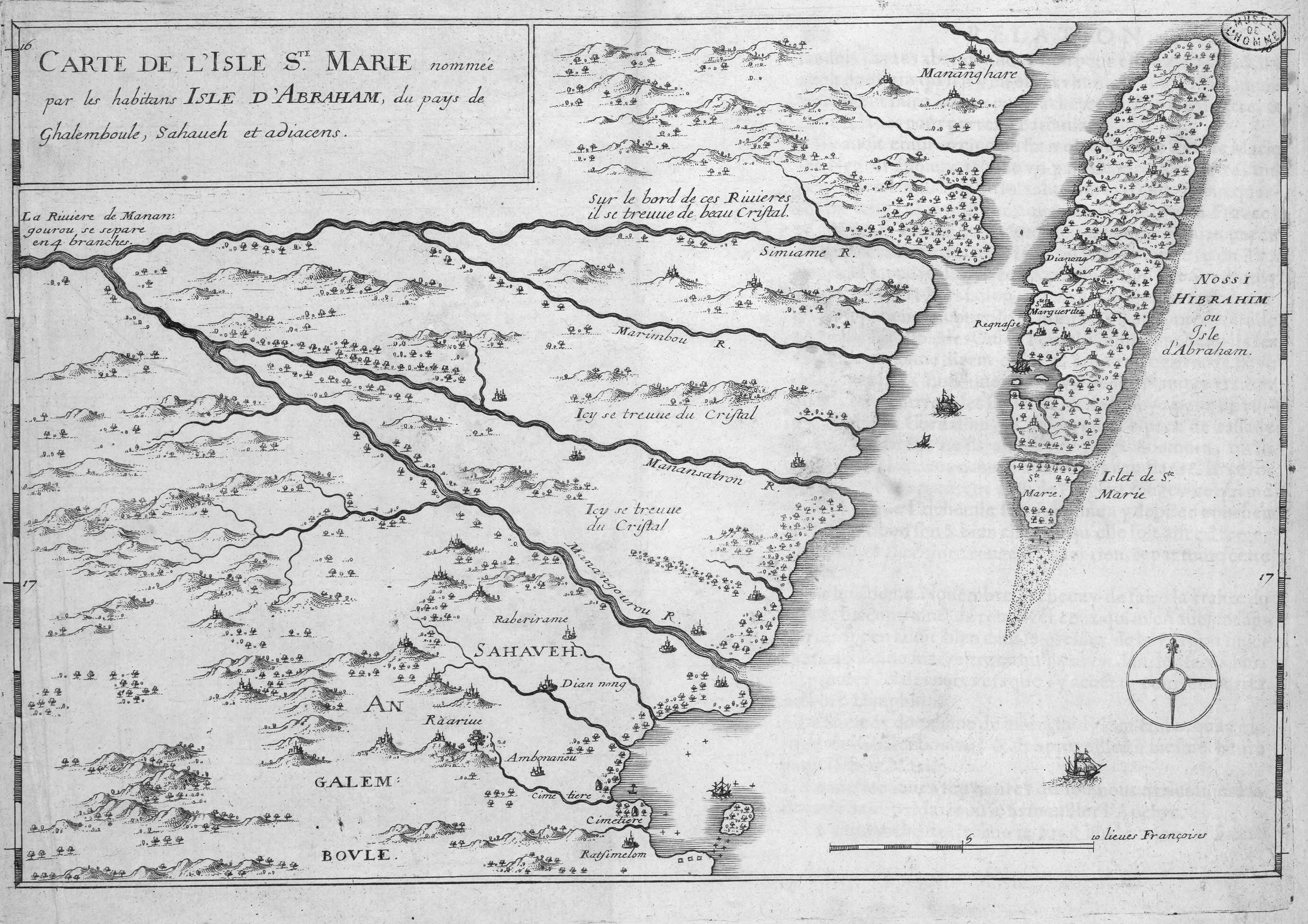
Karte von 1601

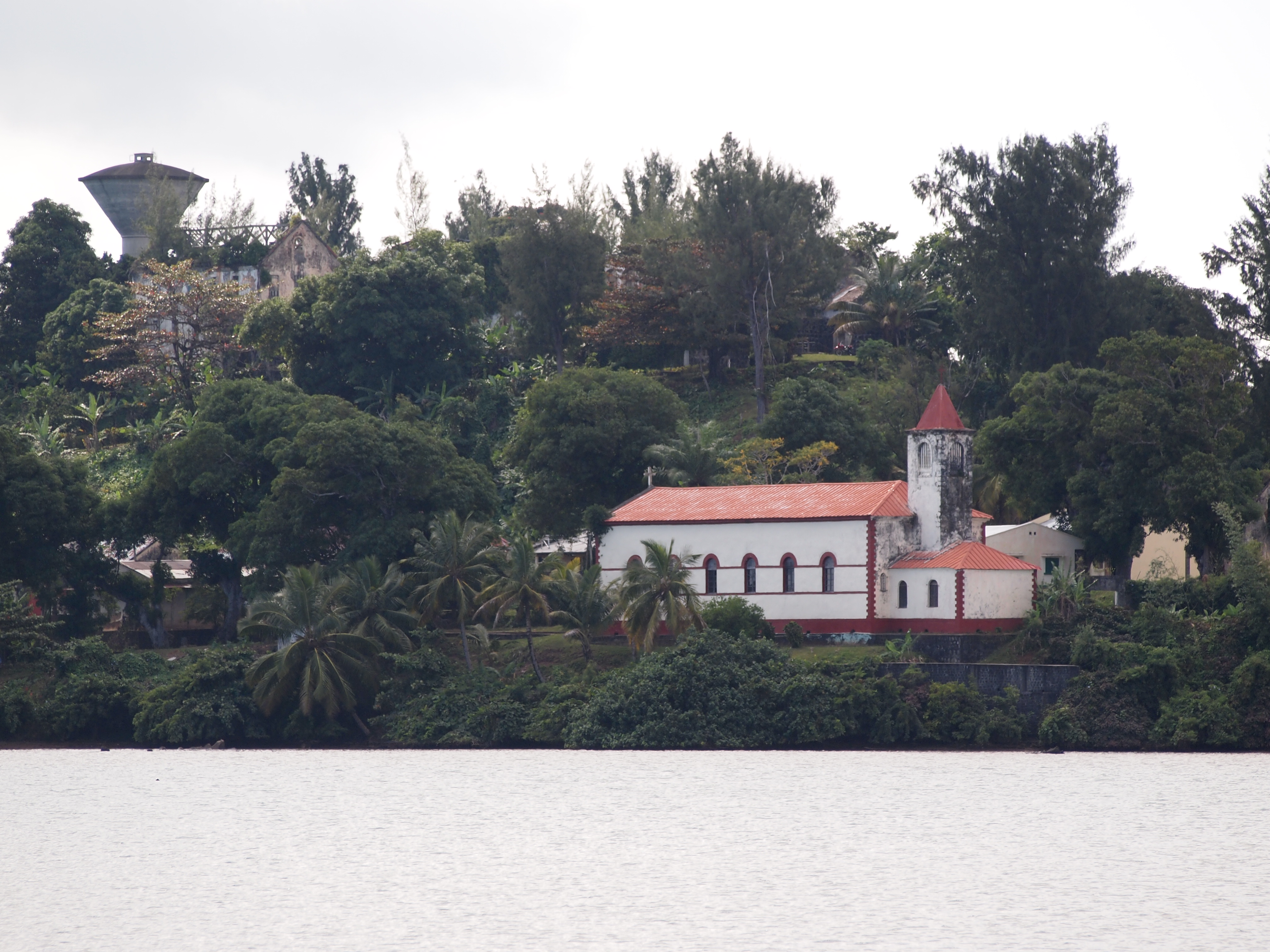
Kirche Eglise Sainte Marie (1857)

Am Südende liegt die Insel Île aux Nattes.

## Geschichte
Der madagassische Name Nosy Boraha bedeutet Insel des Ibrahim und ist ein Hinweis auf eine frühe arabische Besiedlung.

### Piratenstützpunkt
Von etwa 1690 bis 1730 war die Insel ein bedeutender Stützpunkt für die Piraterie im Indischen Ozean. Hier hielten sich bekannte Piraten wie William Kidd, Henry Every, Thomas Tew, John Bowen, und La Buse auf (Siehe auch: Geschichte der Piraterie). Bis zu 1500 Piraten lebten in der Bucht von Ambodifotatra. Aufgrund der Nähe von Sainte Marie zu den Handelsrouten nach Asien und der Verfügbarkeit von reichlich Trinkwasser, Obst sowie Eier von Seevögeln, war die Insel ein attraktiver Unterschlupf für die Piraten. Es soll weltweit der einzige bekannte Ort sein, an dem Piraten Befestigungen an Land angelegt haben. Sie lebten hier mit einheimischen Frauen und Sklaven. Überreste von Piratenschiffen liegen noch heute in wenigen Metern Tiefe in und vor der Bucht. Forschungen zu diesen Schiffswracks setzten um das Jahr 2000 ein. Unterwasserarchäologische Untersuchungen erfolgten in den Jahren 2010, 2015, 2021 und 2022. Dabei wurde Holzreste von Wracks und zahlreiche Objekte, darunter 2000 Fragmente von chinesischem Porzellan, 13 Goldmünzen und Gegenstände europäischer Herkunft, gefunden. 2021 untersuchten Archäologen ein vor der Bucht liegendes Schiffswrack, das sie als die 1702 gesunkene Speakers des englischen Piraten John Bowen identifizierten. Die Untersuchungen im Jahr 2022 fanden im Wasser wie auf dem Land statt und wurden von einem Team aus überwiegend französischen und madagassischen Forschern vorgenommen. Zu den Untersuchungen, die bis 2024 fortgesetzt werden sollen, erschien ein Dokumentarfilm mit dem Titel Piraten – Wie lebten sie wirklich?.
Siehe auch: Silberfund vor Sainte Marie 2015

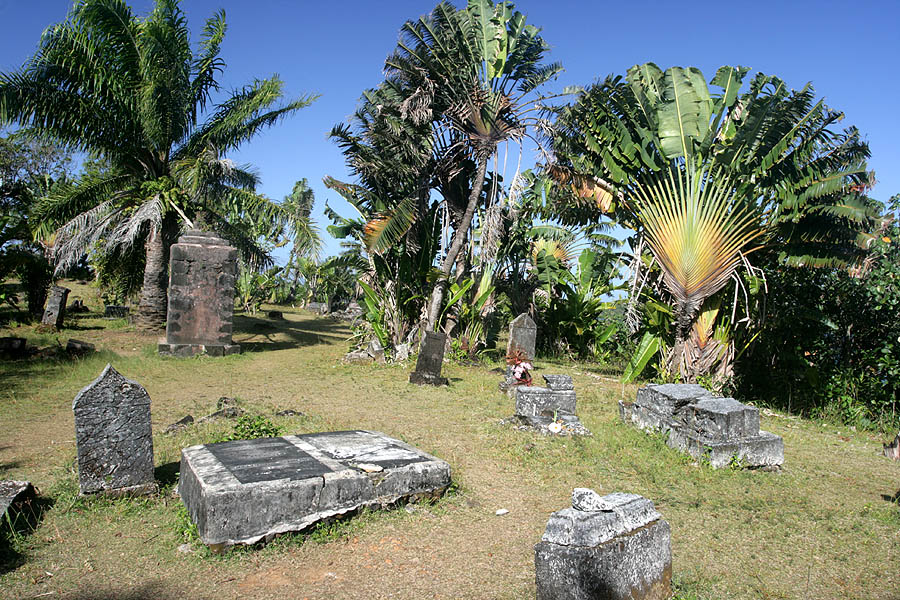
Piratenfriedhof gegenüber der île aux Forbans auf Sainte Marie

Ein Piratenfriedhof auf der kleinen Insel île aux Forbans in der Bucht von Ambodifotara zeugt von dieser Vergangenheit der Insel. Die europäischen Piraten haben auch Spuren durch ihre Nachkommen hinterlassen.

### Französische Kolonie

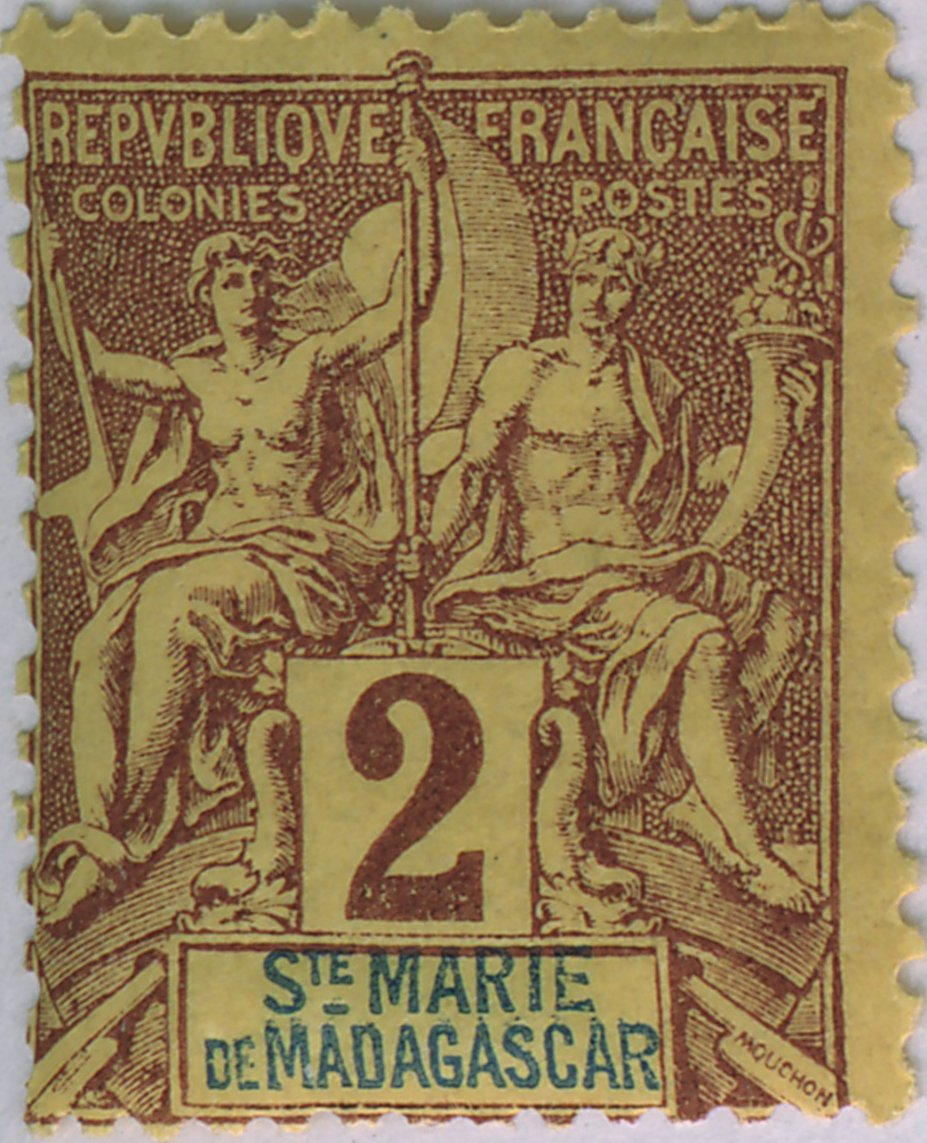
Französische Briefmarke von 1892 für die Kolonie Sainte Marie de Madagascar

Der französische Pirat „La Bigorne“ brachte zu Beginn des 18. Jahrhunderts eine Gruppe französischer Siedler auf die Insel und heiratete eine Prinzessin der Betsimisaraka. Der gemeinsame Sohn trat die Insel 1750 nach dem Tode seines Vaters an Frankreich ab. Zwei Jahre später wurden die Siedler von Betsimisaraka ermordet und die kleine Kolonie verfiel. Frankreich errichtete 1818 eine Strafkolonie auf Sainte Marie, die jedoch nur wenige Jahre Bestand hatte. Erst nach dem ersten Franco-Hova-Krieg von 1883 wurde Sainte Marie erneut von Frankreich in Besitz genommen und zunächst als selbständige Kolonie verwaltet. Nachdem Frankreich im zweiten Franco-Hova-Krieg 1895 ganz Madagaskar erobert und zwei Jahre darauf zur Kolonie gemacht hatte, wurde Sainte Marie wieder ein Teil Madagaskars.

## Tourismus
Der Tourismus spielt auf Sainte Marie eine immer wichtigere Rolle. Kleine Buchten mit Sandstränden laden zum Baden und Tauchen ein. Zum Tauchen besonders geeignet ist die Lagune von Sainte Marie, da sie durch ein Korallenriff vor Haien geschützt ist.
Von Juli bis September können sich vor der Westküste tummelnde Buckelwale beobachtet werden. Sie kommen von der Antarktis und finden im Kanal zwischen Sainte Marie und Madagaskar hervorragende Bedingungen, um ihre Jungen großzuziehen.
Die 1857 erbaute Eglise Sainte Marie in Ambarisomotra, einem Ortsteil der Inselhauptstadt Ambodifotatra, ist die älteste katholische Kirche Madagaskars.

## Traditionen
Viele madagassische Traditionen des Festlandes findet man auch auf Sainte Marie. So auch die Umwendung der Toten, bei der im Abstand von mehreren Jahren der Körper von Verstorbenen aus dem Familiengrab genommen und von der gesamten Familie feierlich durch das Dorf getragen wird. Auch sind einige Orte mit Fadys (Tabus) belegt. Aus Respekt gegenüber den Inselbewohnern sollten Besucher vor einer Erkundung sich stets darüber erkundigen und gegebenenfalls einen einheimischen Führer mitnehmen.

## Delalande-Seidenkuckuck
Die Île Sainte-Marie war bis 1827 Heimat des ausgestorbenen Delalande-Seidenkuckucks. In verschiedenen Museen auf der Welt befinden sich noch insgesamt 13 ausgestopfte Bälge des Vogels, unter anderem in Stuttgart.

## Klimatabelle
|                       | Jan  | Feb  | Mär  | Apr  | Mai  | Jun  | Jul  | Aug  | Sep  | Okt  | Nov  | Dez  |   |      |
| Mittl. Tagesmax. (°C) | 29,4 | 29,2 | 28,5 | 27,6 | 26,0 | 24,6 | 23,8 | 23,8 | 24,6 | 26,0 | 27,7 | 28,7 | ⌀ | 26,6 |
| Mittl. Tagesmin. (°C) | 24,1 | 24,0 | 23,7 | 23,0 | 21,9 | 20,3 | 19,6 | 19,5 | 20,0 | 21,1 | 22,5 | 23,4 | ⌀ | 21,9 |
|                       |      |      |      |      |      |      |      |      |      |      |      |      |   |      |
| Niederschlag (mm)     | 397  | 445  | 508  | 498  | 354  | 341  | 309  | 227  | 117  | 94   | 129  | 367  | Σ | 3786 |
|                       |      |      |      |      |      |      |      |      |      |      |      |      |   |      |
| Sonnenstunden (h/d)   | 5,5  | 7,0  | 4,7  | 6,5  | 6,5  | 5,3  | 5,5  | 6,2  | 7,8  | 8,4  | 8,0  | 8,2  | ⌀ | 6,6  |
|                       |      |      |      |      |      |      |      |      |      |      |      |      |   |      |
| Regentage (d)         | 19   | 19   | 22   | 22   | 22   | 23   | 25   | 21   | 16   | 13   | 12   | 17   | Σ | 231  |
|                       |      |      |      |      |      |      |      |      |      |      |      |      |   |      |
| Luftfeuchtigkeit (%)  | 81   | 86   | 85   | 85   | 83   | 83   | 81   | 79   | 79   | 78   | 80   | 82   | ⌀ | 81,8 |

| 24,1 |

| 24,0 |

| 23,7 |

| 23,0 |

| 21,9 |

| 20,3 |

| 19,6 |

| 19,5 |

| 20,0 |

| 21,1 |

| 22,5 |

| 23,4 |

| 24,1 |

| 24,0 |

| 23,7 |

| 23,0 |

| 21,9 |

| 20,3 |

| 19,6 |

| 19,5 |

| 20,0 |

| 21,1 |

| 22,5 |

| 23,4 |

## Trivia
Der norwegische Autor Bjarte Breiteig reiste Anfang der 2000er Jahre mit seiner Familie nach Sainte Marie. Über den Aufenthalt veröffentlichte er im Jahr 2013 eine Kurzgeschichtensammlung in Form von acht Briefen namens Île Sainte Marie.